# Nero fratta
Il nero fratta è un colore per ceramiche, è uno smalto di colore nero metallico, con riflessi cangianti.
Il termine "nero fratta" deriva dall'unione delle parole "nero" con "Fratta", antico nome della città di Umbertide.
Nato casualmente e messo a punto tra il 1927 e il 1928, negli stabilimenti dell'azienda "Ceramiche Artistiche Rometti", fondata nel 1927 ad Umbertide, in provincia di Perugia. Secondo testimonianze orali, questo splendido smalto nero cangiante nacque da un errore nella preparazione della consueta formula del colore. Vennero, infatti, sbagliati i dosaggi dei diversi componenti e il prodotto derivante fu posto, come di consueto, in una botte di due quintali. 
Quando Corrado Cagli, artista dell'epoca di chiara fama, notò questo nuovo nero ne fu profondamente colpito e decise di utilizzarlo per la realizzazione di alcune sue opere divenute poi famose come: il Santone, Icaro ed Eolo. Anche molti altri importanti artisti, successivamente, vollero realizzare opere con questo nuovo colore.
Le particolari proprietà cangianti e riverberanti di questo smalto, sono dovute alla presenza di cristallina piombifera, manganese e ramina, con prevalenza di cristallina. Fu una vera novità tecnica adatta soprattutto alla scultura.